# بوبكر لزرق
بوبكر لزرق هو حكم كرة قدم مغربي سابق .

## مسيرته
أدار أول نهائي لكأس العرش المغربي سنة 1957 .